# Grup de Lingüistes per la Diversitat
El Grup de Lingüistes per la Diversitat (abreujat GLiDi) és un grup de lingüistes fundat el 2017 per Carme Junyent que es dedica a estudiar i divulgar la diversitat lingüística. La majoria dels seus membres són exalumnes de la Secció de Lingüística General de la Universitat de Barcelona.
El grup es va presentar oficialment el 17 de maig del 2017 a la mateixa Universitat de Barcelona, amb intervencions de Pere Comellas (integrant del Grup d'Estudi de Llengües Amenaçades), Joan Puigcercós (director de l'Escola de Noves Tecnologies Interactives) i Carme Junyent (creadora del GLiDi).
Com a part de la tasca divulgadora, publiquen mensualment articles sobre lingüística en diaris digitals com Núvol i VilaWeb. En canvi, pel que fa a la recerca, es dediquen a analitzar la situació sociolingüística del català, contribueixen a l'estudi científic de les llengües minoritzades i fan d'enllaç entre investigadors, activistes i persones d'altres àmbits interessades en la matèria. També s'han coordinat en diferents projectes i cursos amb Òmnium Cultural, Plataforma per la Llengua i el Centre Internacional Escarré per a les Minories Ètniques i Nacionals (CIEMEN). El 2020, van rebre el Premi Homo Fabra del diari Núvol per la seva activitat.
Des del 2024, organitzen cada any la «Jornada de llengua i societat Carme Junyent», anomenada així en honor a la difunta fundadora del grup. La primera edició, que va tenir lloc a la Universitat de Girona (UdG), va girar entorn de la tipologia sintàctica de les llengües i va estar coorganitzada pel Gabinet d'Assessorament Lingüístic per a la Immigració de la mateixa UdG, amb la col·laboració de l'Institut d'Estudis Catalans i l'Observatori de les Llengües d'Europa i de la Mediterrània (ODELLEUM), entre d'altres. El 2025, la segona edició es va ocupar de la tipologia fonètica i fonològica.